# Basilica Palladiana
La Basilica Palladiana (origin. Basilica) è un edificio pubblico che si affaccia su Piazza dei Signori a Vicenza. Il suo nome è indissolubilmente legato all'architetto rinascimentale Andrea Palladio, che riprogettò il Palazzo della Ragione aggiungendo alla preesistente costruzione gotica, ancora ben visibile sotto le arcate palladiane nella fascia sopra gli esercizi commerciali, le celebri logge in marmo bianco a serliane.
Un tempo sede delle magistrature pubbliche di Vicenza, oggi la Basilica Palladiana, dotata di tre spazi espositivi indipendenti, è teatro di mostre d'architettura e d'arte.
Dal 1994 è, con le altre architetture di Palladio a Vicenza, nella lista dei patrimoni dell'umanità dell'UNESCO. Dal 2014 il prestigioso edificio riceve gli onori e la promozione a monumento nazionale dalla Camera e dal Senato della Repubblica.

## Storia
(Johann Wolfgang von Goethe, da Viaggio in Italia)

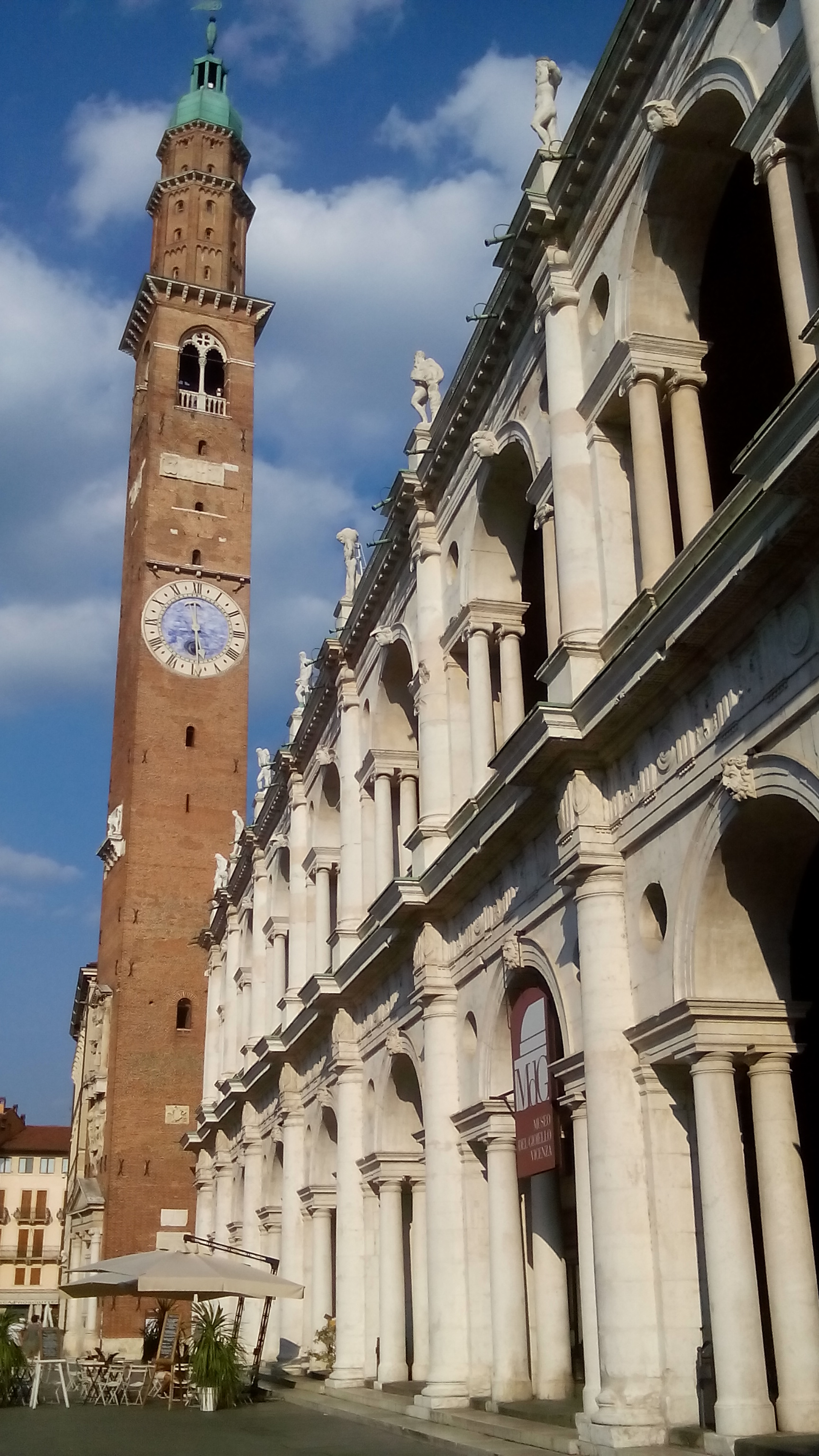
Scorcio della facciata della Basilica con la Torre Bissara (torre di piazza)

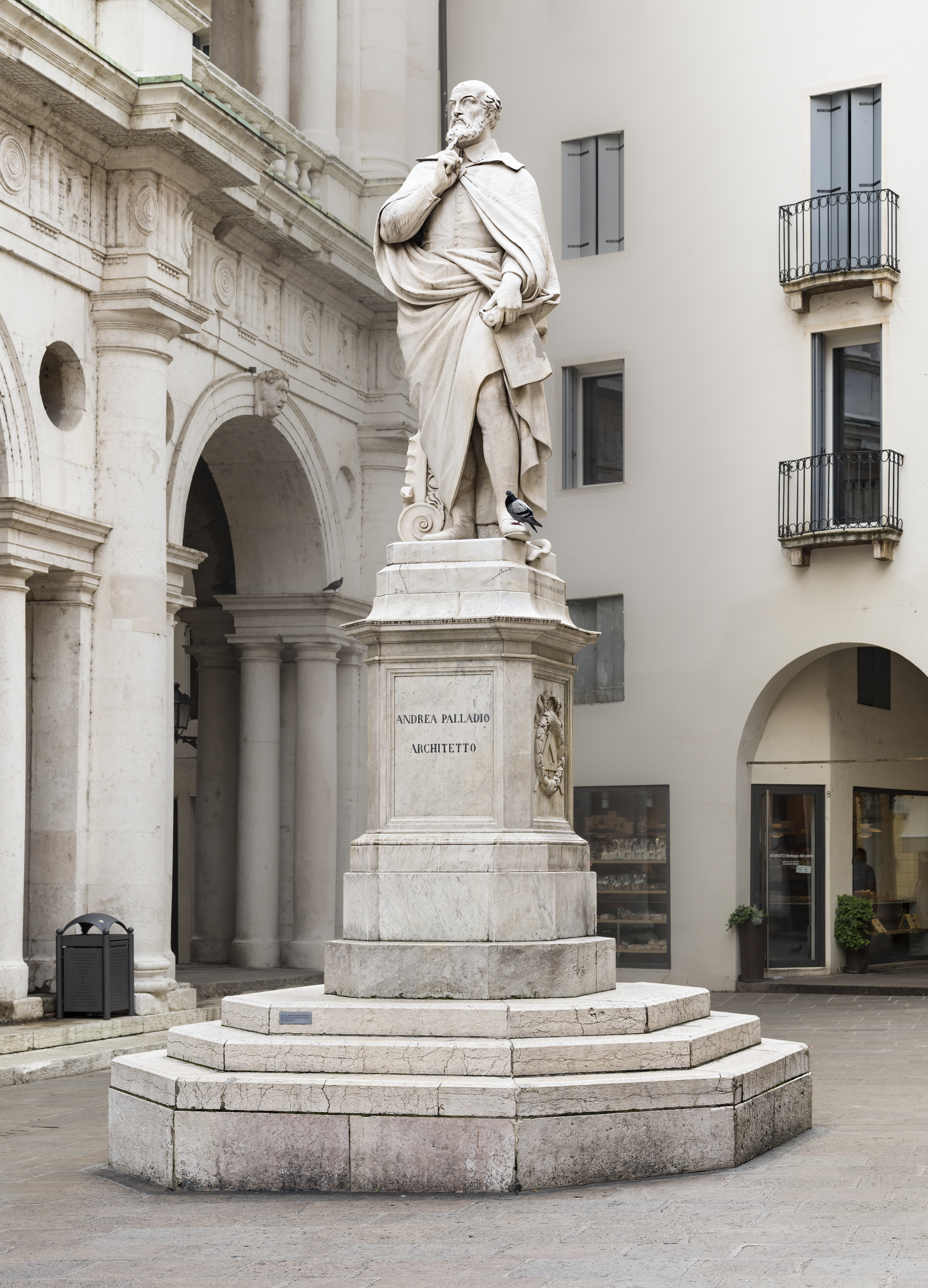
Monumento ad Andrea Palladio realizzato nel 1859 da Vincenzo Gajassi. Sullo sfondo le logge della Basilica.

L'edificio su cui in seguito sarebbe intervenuto Palladio era il Palazzo della Ragione, realizzato secondo il progetto di Domenico da Venezia, che inglobava a sua volta due edifici pubblici preesistenti, un'importante strada di comunicazione tra il centro, il Borgo di Berga e Campo Marzo. Alla sinistra dell'edificio sorge tuttora la torre detta dei Bissari (XII secolo), alta 82 m, il cui pinnacolo è del 1444.
Realizzato in forme gotiche verso la metà del Quattrocento, il Palazzo della Ragione nel suo piano superiore è interamente occupato da un enorme salone senza supporti intermedi, il salone del Consiglio dei Quattrocento. L'ambiziosa copertura a carena di nave rovesciata, ricoperta da lastre di rame, in parte sollevata da grandi archivolti, era ispirata a quella realizzata nel 1306 per il Palazzo della Ragione di Padova. Il rivestimento della facciata gotica fu realizzato a rombi in marmo rosso e gialletto di Verona, ed è tuttora visibile dietro l'aggiunta palladiana. Il motivo a rombi è lo stesso delle facciate di Palazzo Ducale a Venezia. L'edificio era sede delle Magistrature pubbliche di Vicenza e, al piano terreno, di un attivo gruppo di botteghe.
Dal 1481 al 1494 Tommaso Formenton circonda di un doppio ordine di logge l'antico palazzo. Due anni dopo la fine del cantiere crolla l'angolo sud-ovest e per oltre quarant'anni i vicentini dibatteranno sulle modalità della ricostruzione. Nel corso dei decenni vengono investiti del problema i più quotati architetti operanti nella regione: Antonio Rizzo e Giorgio Spavento nel 1496, Antonio Scarpagnino nel 1525 e quindi Jacopo Sansovino nel 1538, Sebastiano Serlio nel 1539, Michele Sanmicheli nel 1541, e da ultimo Giulio Romano (1542) che elabora la singolare proposta di innalzare piazza delle Erbe e isolare l'edificio al centro di una grande piazza simmetrica.

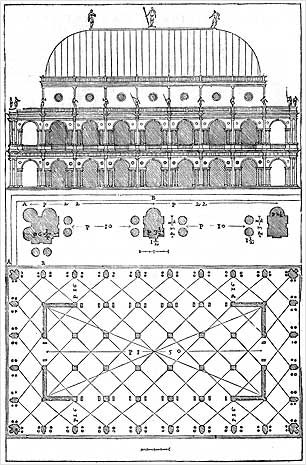
La Basilica ne I quattro libri dell'architettura di Palladio (1570)

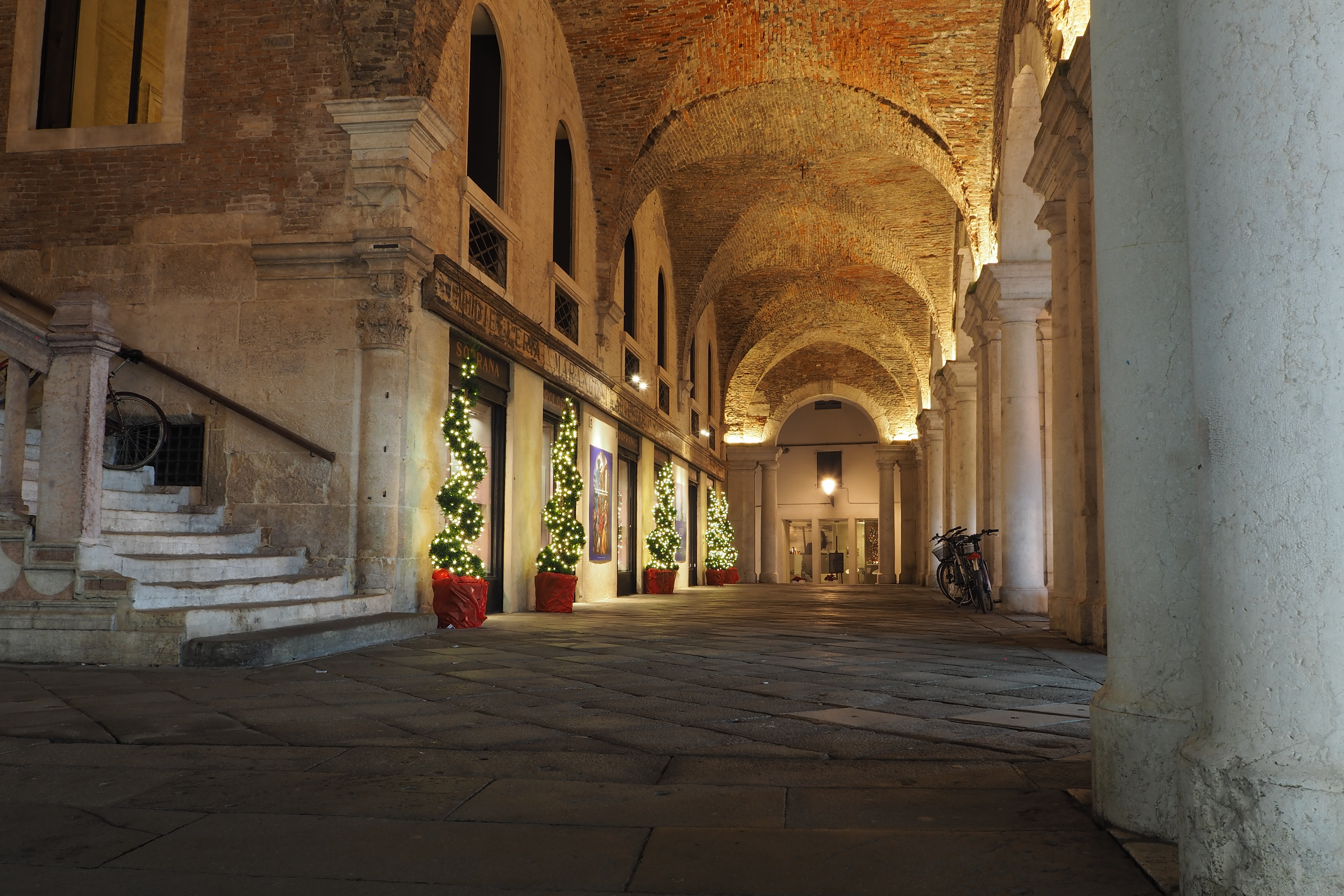
Portici della Basilica

Nonostante pareri tanto illustri, nel marzo del 1546 il Consiglio cittadino approva il progetto di un architetto locale di trentotto anni, allora decisamente poco conosciuto: Andrea Palladio. L'incarico al proprio protetto fu senza dubbio una delle migliori vittorie di Giangiorgio Trissino (il mentore di Palladio), capace di coagulare intorno al suo nome la maggioranza dei consensi. Anche se accanto al giovane architetto, quasi a garantirne l'operato, figurava l'esperto e affidabile Giovanni da Pedemuro, per dissipare ogni dubbio il Consiglio chiede la costruzione di un modello ligneo di una delle nuove arcate da sottoporre al giudizio dei vicentini. Dopo altri tre anni di discussioni, che rimettono in gioco i progetti Rizzo-Spavento e Giulio Romano, nel maggio del 1549 viene definitivamente approvato il progetto di Andrea Palladio per il quale si esprimono con forza i nobili Gerolamo Chiericati e Alvise Valmarana, che negli anni successivi saranno committenti di Palladio per i propri palazzi di famiglia (Palazzo Chiericati e Palazzo Valmarana).

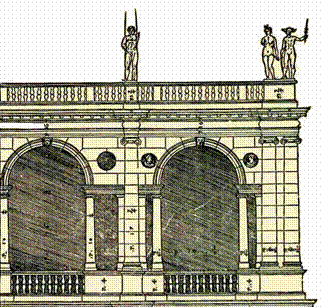
La serie terminale delle serliane ripetute nella Basilica Palladiana (da I quattro libri dell'architettura)

Si sono conservati diversi disegni autografi che documentano il precisarsi dell'idea progettuale dalla primitiva versione del 1546 alla struttura poi realizzata. La soluzione proposta da Palladio è una struttura per così dire elastica, in grado di tener conto dei necessari allineamenti con le aperture e i varchi del preesistente palazzo quattrocentesco. Il sistema si basa sull'iterazione della cosiddetta “serliana”, vale a dire una struttura composta da un arco a luce costante affiancato da due aperture laterali rettangolari architravate, di larghezza variabile e quindi in grado di assorbire le differenze di ampiezza delle campate. Il funzionamento è evidente nelle arcate angolari, dove le aperture architravate sono ridotte quasi a zero, ma è presente in tutte le campate, la cui larghezza varia sempre, seppure di poco.
La serliana deve il suo nome all'architetto bolognese Sebastiano Serlio, che la teorizza all'interno del IV libro del suo trattato, I sette libri dell'architettura, edito a Venezia nel 1537. Si tratta tuttavia di un elemento già riscontrabile nell'architettura romana imperiale del I e II sec., specie in Siria, Asia Minore e Dalmazia, quando si iniziò a interrompere la rigida trabeazione con un arco a tutto sesto. È il caso dei propilei di Baalbek e del Palazzo di  Diocleziano a Spalato. 
Nel Medioevo questo modello sopravvive timidamente in alcune esperienze francesi e italiane. Si vedano, a tal proposito, il portale d'ingresso della chiesa di S. Trofimo ad Arles, il registro terreno dell'abbazia di Saint-Gilles du Gard, e il portico introduttivo del Duomo di Civita Castellana (VT).
Tra i fautori della rinascita della serliana vi è senza dubbio Donato Bramante, che ne fa uso, ad esempio, nel ninfeo di Genazzano. Poco dopo è Giulio Romano a impiegarla nella loggia della Villa Turini-Lante al Gianicolo, realizzata fra il 1518 e il 1531. Successivamente, e pressoché contemporaneamente alla teorizzazione di Serlio, serve all'architetto fiorentino Jacopo Sansovino per comporre il registro del piano nobile della Libreria Marciana in piazzetta San Marco a Venezia nel 1537. 
Ormai già ampiamente nota e usata, viene impiegata da Andrea Palladio nella realizzazione del Palazzo della Ragione di Vicenza, e il referente diretto per questo progetto si ritrova nell'interno della chiesa dell'abbazia di San Benedetto in Polirone, ristrutturato a partire dal 1540 da Giulio Romano, dove le serliane vengono utilizzate per assorbire le differenze di larghezza delle campate quattrocentesche della vecchia chiesa. Le logge del piano inferiore sono realizzate nell'ordine dorico, con la relativa trabeazione nel cui fregio si alternano metope (decorate con dischi e bucrani) e triglifi. Le logge del piano superiore sono invece in ordine ionico con la relativa trabeazione a fregio continuo.
Con una certa enfasi retorica, lo stesso Palladio definisce "basilica" il Palazzo della Ragione circondato dalle nuove logge in pietra, in omaggio alle strutture della Roma antica, dove nella basilica si discuteva di politica e si trattavano affari. Per la carriera di Palladio il cantiere delle logge costituisce un punto di svolta definitivo. Con questo egli diviene ufficialmente l'architetto della città di Vicenza, responsabile di un'opera grandiosa (interamente in pietra e che a consuntivo costerà la notevole somma di 60.000 ducati) senza eguali nel Cinquecento veneto: per ottenere un altro incarico di tale portata dovrà attendere gli anni 1560, con il cantiere della chiesa di San Giorgio Maggiore a Venezia. Al tempo stesso, il salario di 5 ducati al mese costituirà per Palladio e la sua famiglia una indispensabile fonte costante di reddito, cui non rinuncerà per tutta la vita. Il cantiere procederà a rilento: il primo ordine di arcate settentrionali e occidentali sarà concluso nel 1561, il secondo livello, avviato nel 1564, sarà completato nel 1597 (diciassette anni dopo la morte di Palladio), il prospetto su piazza delle Erbe nel 1614.
La balaustra venne adornata con statue di Giovanni Battista Albanese, Grazioli, Lorenzo Rubini.
Il palazzo così trasformato rimase quindi ricordato come Basilica Palladiana dal nome del suo architetto e conserva, a seguito di numerosi restauri, l'aspetto dell'opera cinquecentesca progettata dal Palladio. Sotto la Repubblica di Venezia costituiva il fulcro di attività non solo politiche (consiglio cittadino, tribunale) ma anche economiche. All'interno del salone fu ospitato per un certo periodo il teatro all'antica, uno degli spazi scenici in legno ad uso temporaneo progettati da Palladio (1561, 1562) prima del Teatro Olimpico.
Nel corso della seconda guerra mondiale, il 18 marzo 1945, la Basilica fu gravemente danneggiata durante un bombardamento, assieme alla Torre Bissara, malgrado fossero stati inseriti dagli angloamericani tra i monumenti che non dovevano essere colpiti durante gli attacchi aerei. Una bomba incendiaria distrusse la copertura originale della Basilica, la quale venne ricostruita nell'immediato dopoguerra nelle forme originali. L'Altopiano dei Sette Comuni donò il legno necessario.
Il salone della basilica ha un'altezza di 24 m, una base di 52 x 22 m e una superficie di 1.144 m².
Nel 1994 la Basilica, assieme agli altri monumenti di Vicenza "città del Palladio", è entrata nella lista dei Patrimoni dell'umanità dell'UNESCO.

### Restauro del 2007-2012
Dall'inizio del 2007 hanno avuto inizio importanti lavori di restauro del monumento, diretti da un gruppo di progettisti guidati da Paolo Marconi: la copertura è stata sezionata per rimuovere gli arconi portanti in cemento armato della ricostruzione postbellica e sostituirli con più leggeri archi in legno lamellare. Si è intervenuti inoltre per ripulire e consolidare tutte le facciate, dotando l'edificio di una nuova illuminazione. Il termine dei lavori di ristrutturazione è slittato fino alla metà del 2012, pertanto i lavori sono proseguiti per tutto il 2008, proprio l'anno in cui si è celebrato il cinquecentesimo anniversario della nascita Palladio, con varie polemiche, anche se l'edificio non è mai stato interamente celato dalle armature. Nel corso degli ultimi mesi le parti restaurate sono state progressivamente svelate e sono state promosse iniziative che hanno consentito di vivere il cantiere, come ad esempio, Una volta ogni 450 anni, ovvero la visita al cantiere stesso (con record di presenze), l'installazione sull'impalcatura di un maxi schermo dove venivano proiettati video sulla città e sulle sue bellezze (denominata Palladio Infinito). Il restauro è ufficialmente terminato il 6 ottobre 2012, in concomitanza con la riapertura della Basilica in occasione della mostra Raffaello verso Picasso. In seguito al restauro è stato nuovamente resa agibile la terrazza superiore, che ospita un bar ed è stata definitivamente aperta al pubblico nel 2014 (con ingresso a pagamento).
Il costo complessivo di 15 milioni di euro per il restauro è stato interamente finanziato dalla Fondazione cassa di risparmio di Verona, Vicenza, Belluno e Ancona.
Al restauro della Basilica Palladiana è stato assegnato il "Premio dell'Unione Europea per il Patrimonio culturale - Concorso Europa Nostra 2014” per la conservazione del patrimonio culturale.

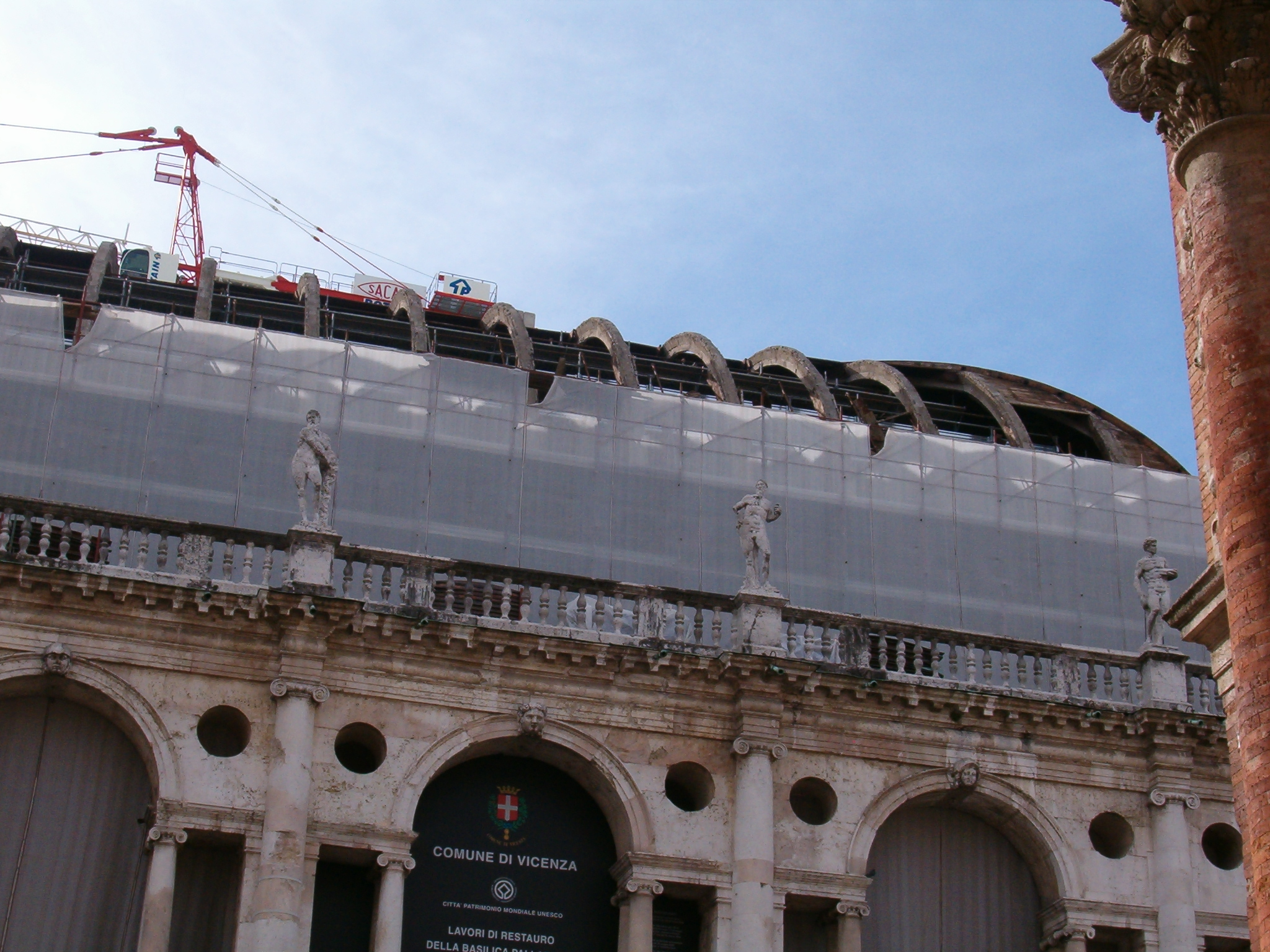
Sostituzione della struttura di copertura (settembre 2007)
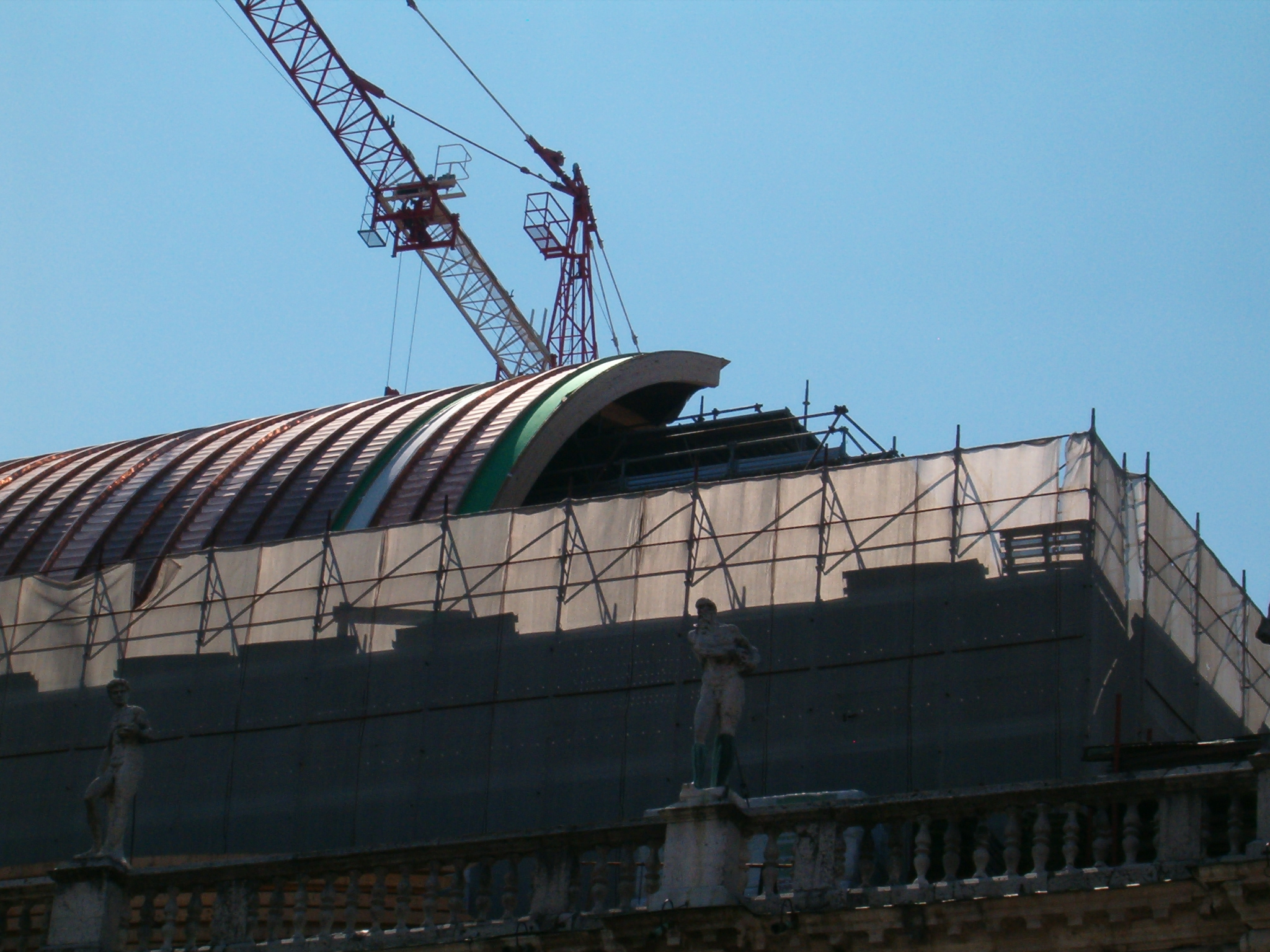
Rimontaggio arconi (giugno 2008)
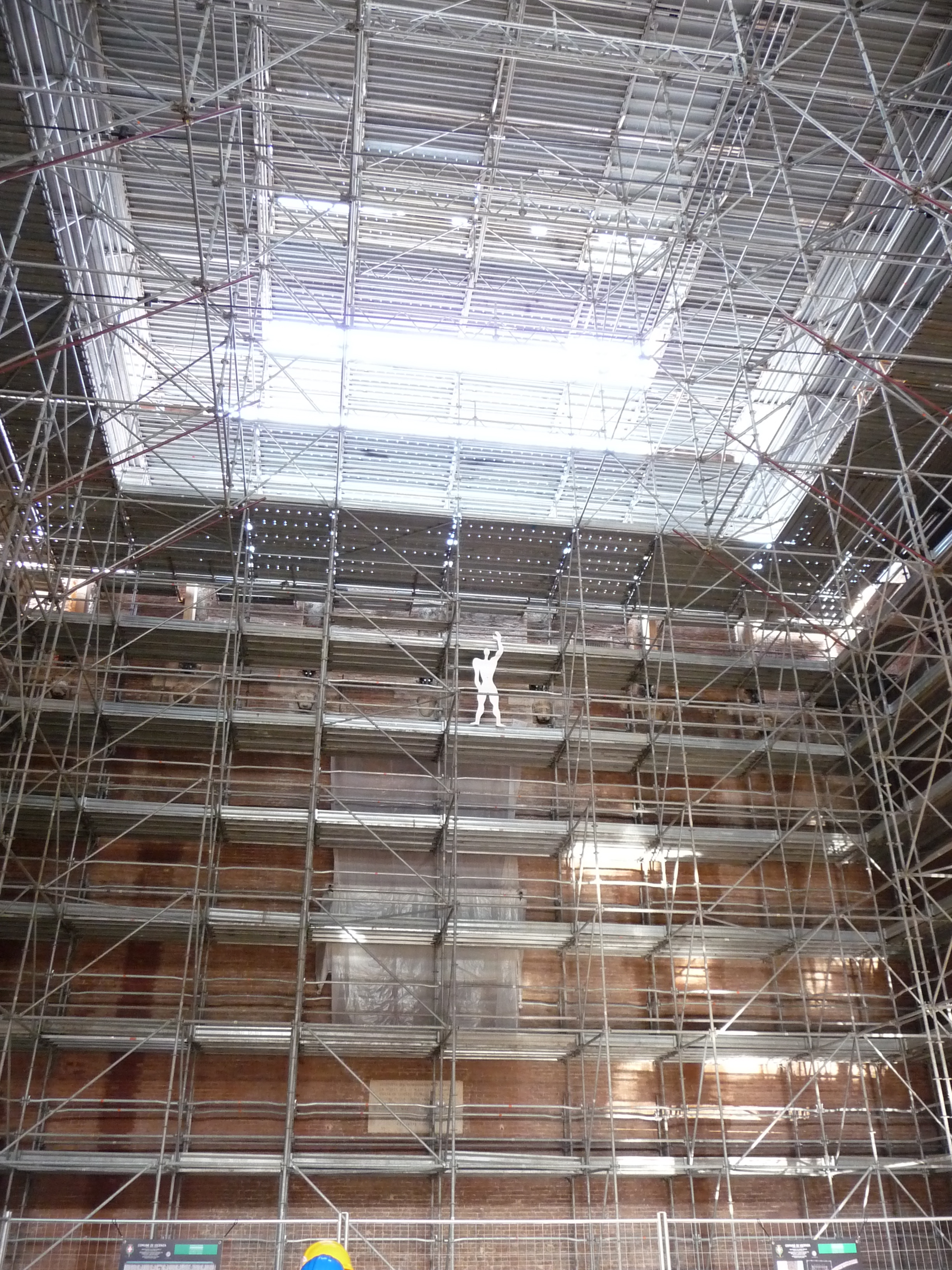
Il salone superiore della Basilica con i ponteggi

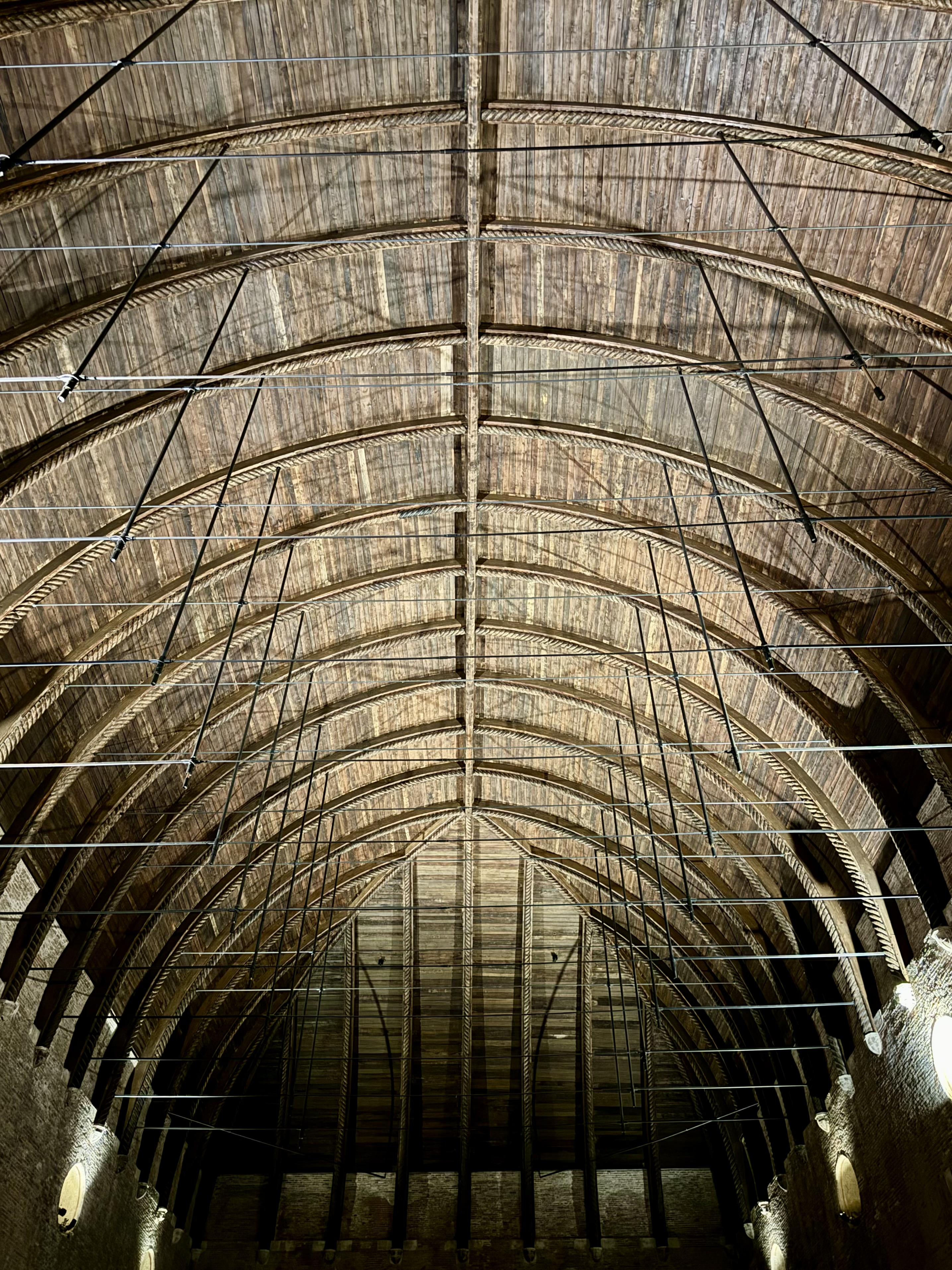
La carena dall'interno del salone

## Galleria d'immagini

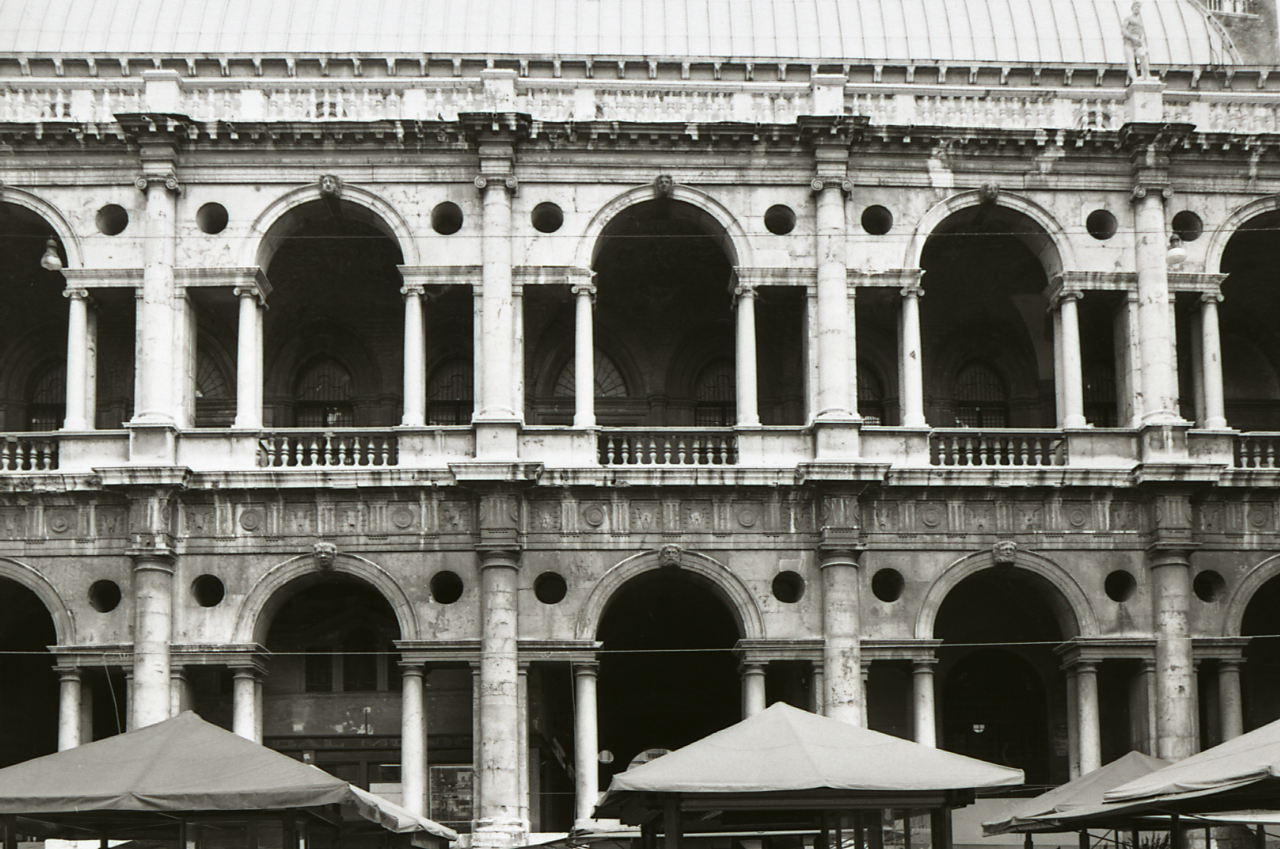
Dettaglio delle logge palladiane fotografate da Paolo Monti, 1978
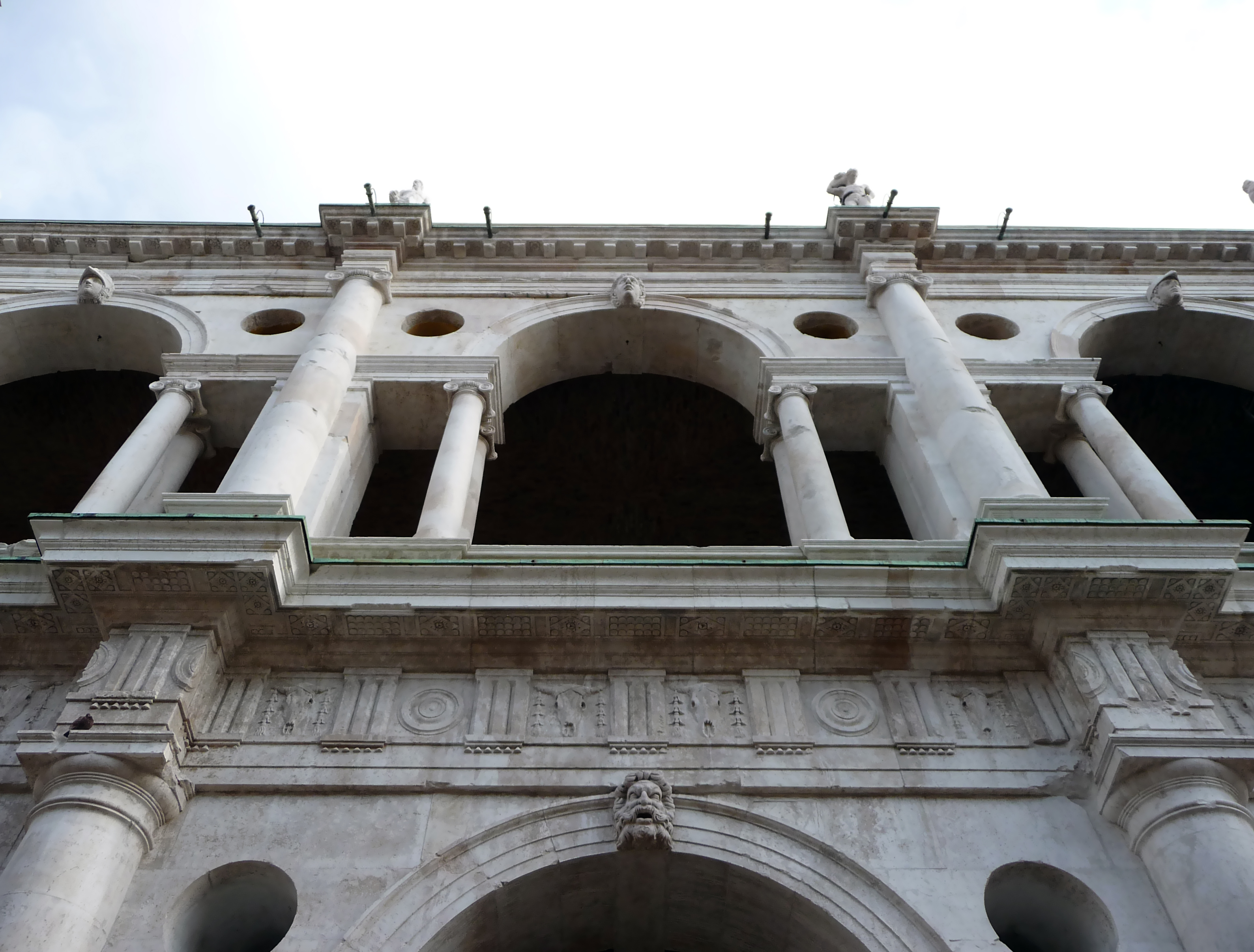
Dettaglio della facciata con le logge, dal basso
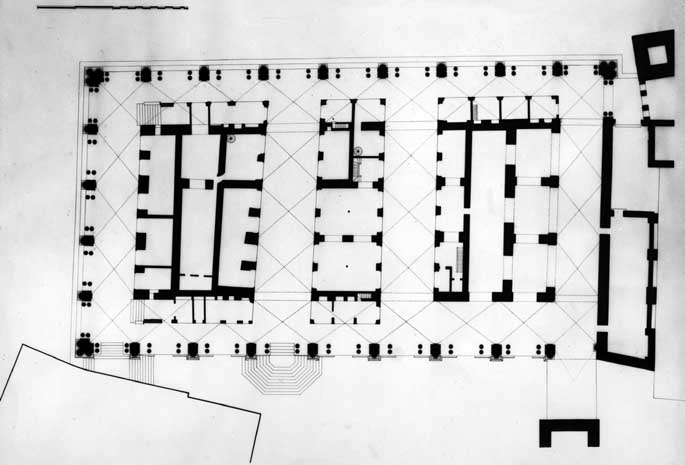
Pianta del piano inferiore (rilievo, D'Agaro 1968)
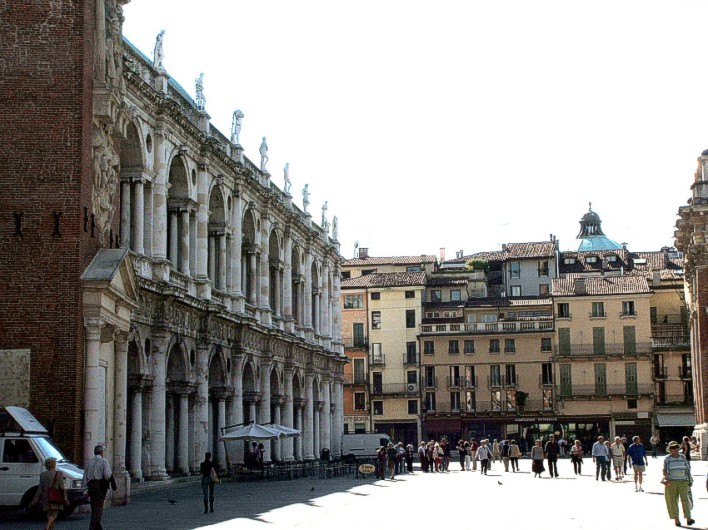
Da Piazza dei Signori
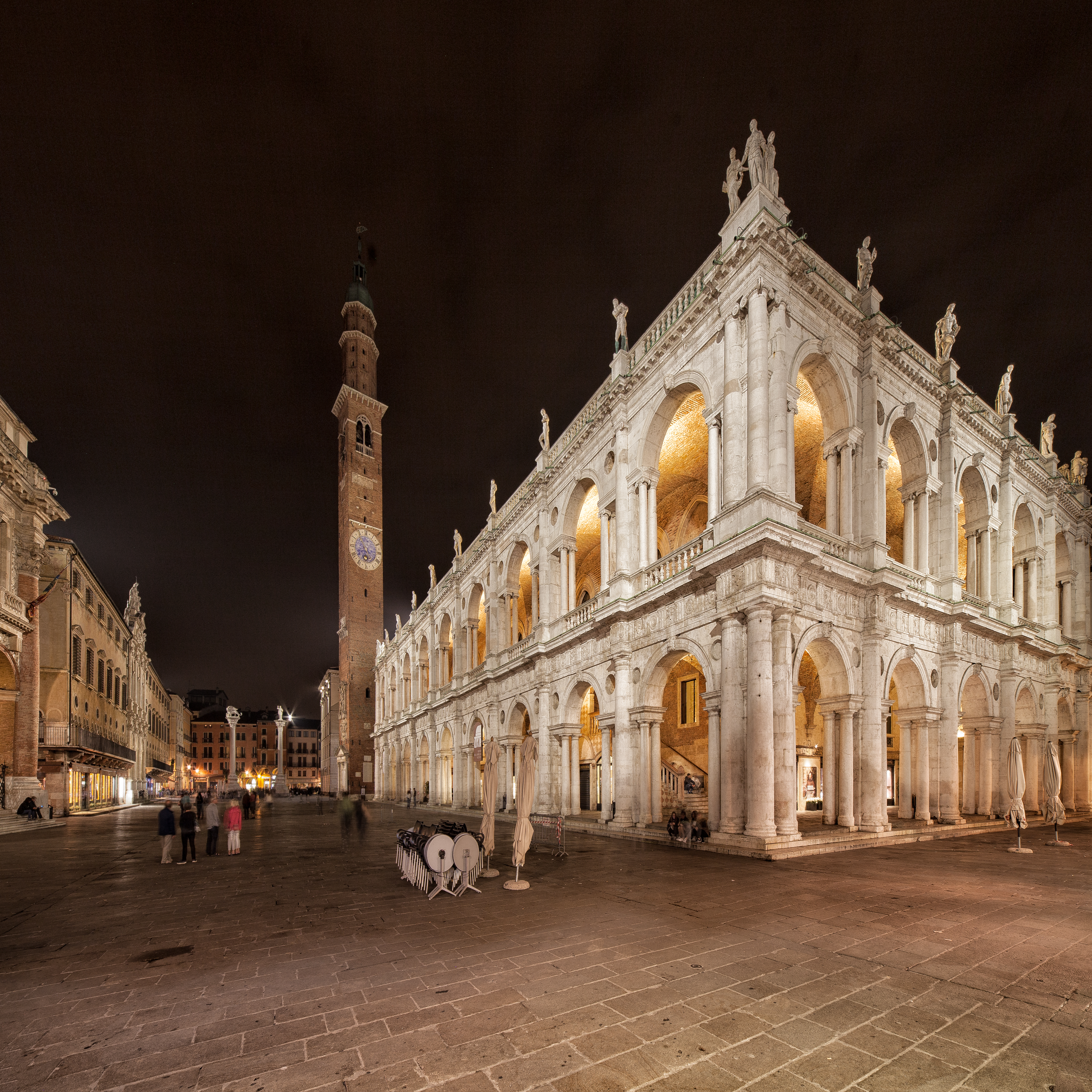
Vista notturna
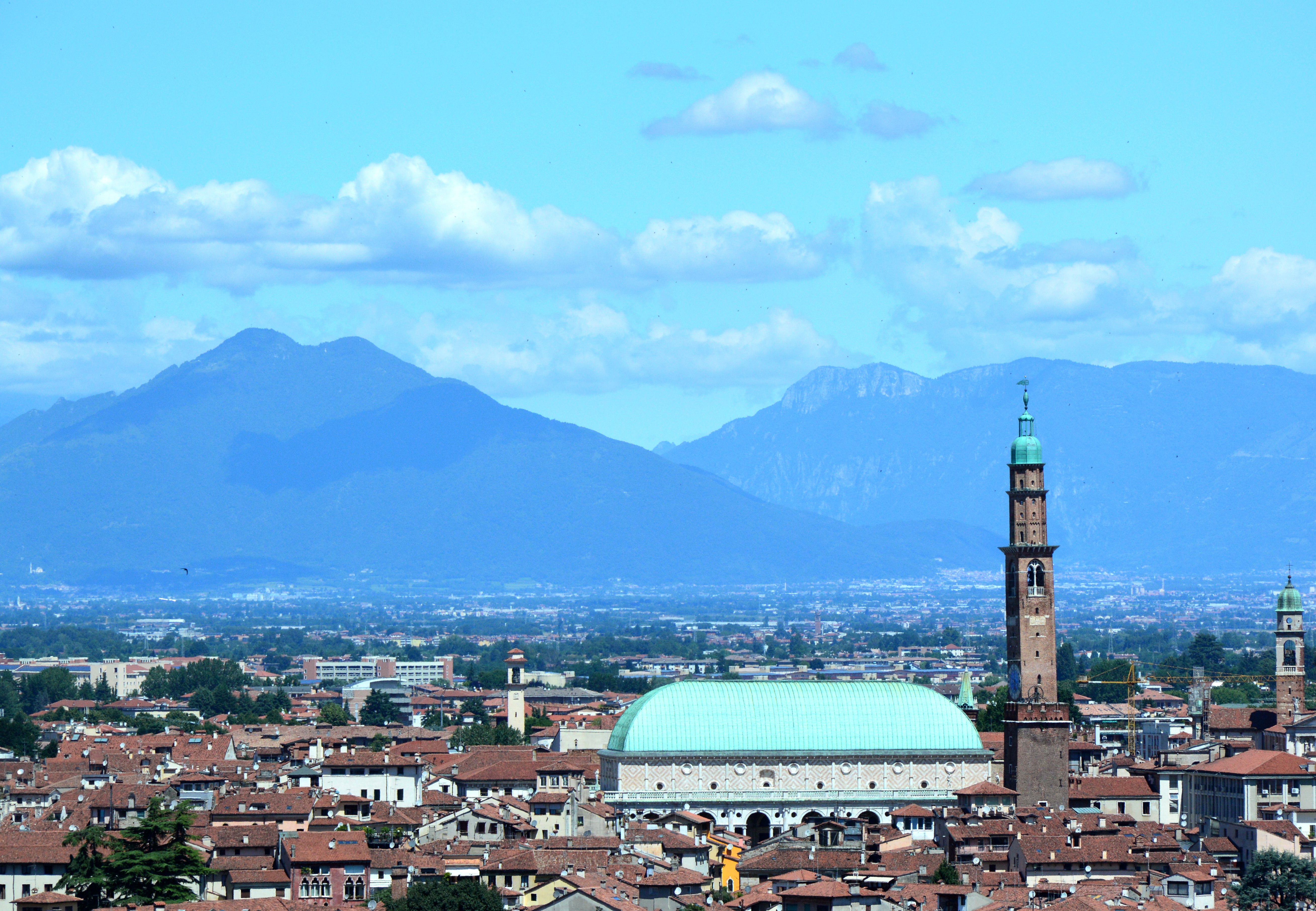
Basilica Palladiana vista da Monte Berico